# Sello de Comoras
En el sello nacional de la Unión de Comoras figura, en su parte central, un creciente (luna creciente) cargado con cuatro estrellas de cinco puntas cada una. El creciente, un símbolo tradicional del Islam, y las estrellas también forman parte de la bandera nacional.
Detrás del creciente aparece representado el sol. Estos elementos están rodeados por el nombre de la nación, “Unión de Comoras”, en francés y árabe.
En la parte exterior del sello se sitúan dos ramas de laurel y en la inferior aparece escrito, en francés, el lema nacional: “Unité – Solidarité – Développement” (”Unidad - Solidaridad - Desarrollo”)

## Galería de escudos

Sello del Estado de las Comoras (1975-78)
Sello de la República Federal Islámica de las Comoras y la Unión de las Comoras (1978-2001)